# Arnel Cabrera
Arnel Luis Cabrera Rivera (11 ottobre 1994) è un pallavolista portoricano, libero dei Mets de Guaynabo.

## Biografia
È il fratello minore del pallavolista Pedro Cabrera.

## Carriera

### Club
La carriera di Arnel Cabrera inizia nella stagione 2012-13, quando debutta nella Liga de Voleibol Superior Masculino coi Changos de Naranjito, franchigia nella quale gioca in precedenza a livello giovanile. Dopo la mancata iscrizione della sua franchigia nel campionato 2014, approda in prestito annuale ai Mets de Guaynabo, raggiungendo le finali scudetto. Nel campionato seguente ritorna a vestire la maglia dei Changos de Naranjito, che lascia nella stagione 2016-17, approdando a titolo definito ai Mets de Guaynabo, vincendo due scudetti. 
Nel campionato 2018-19 gioca per la prima volta all'estero, firmando per l'Arcada Galați, nella Divizia A1 rumena, e vincendo lo scudetto. Per la Liga de Voleibol Superior Masculino 2019 fa ritorno ai Mets de Guaynabo, aggiudicandosi il titolo portoricano, mentre nel campionato seguente è nuovamente impegnato con la formazione di Galați, vincendo un altro scudetto e la Supercoppa rumena. Torna quindi a indossare la casacca della franchigia di Guaynabo a partire dalla Liga de Voleibol Superior Masculino 2021, conquistando uno scudetto e venendo inserito nello All-Star Team del torneo 2023.

### Nazionale
Nell'estate 2017 debutta nella nazionale portoricana, vincendo la medaglia d'argento alla Coppa panamericana, mentre nel 2018 si aggiudica l'oro ai XXIII Giochi centramericani e caraibici, dove viene premiato come miglior ricevitore. Alla NORCECA Final Four 2022, nonostante il quarto posto finale, viene premiato come miglior difesa, miglior ricevitore e miglior libero, per poi aggiudicarsi l'oro nell'edizione 2024 del torneo, bissato poi nel 2025, e il bronzo alla Coppa panamericana 2024.

## Palmarès

### Club
- Campionato portoricano: 4

2016-17, 2018, 2019, 2022
- Campionato rumeno: 2

2018-19, 2019-20

### Nazionale (competizioni minori)
- Coppa panamericana 2017
- Giochi centramericani e caraibici 2018
- NORCECA Final Four 2024
- Coppa panamericana 2024
- NORCECA Final Four 2025

### Premi individuali
- 2018 - Giochi centramericani e caraibici: Miglior ricevitore
- 2019 - Qualificazioni nordamericane alla Volleyball Challenger Cup: Miglior difesa
- 2019 - Qualificazioni nordamericane alla Volleyball Challenger Cup: Miglior libero
- 2019 - Coppa panamericana: Miglior libero
- 2020 - Qualificazioni nordamericane ai Giochi della XXXII Olimpiade: Miglior libero
- 2022 - NORCECA Final Four: Miglior difesa
- 2022 - NORCECA Final Four: Miglior ricevitore
- 2022 - NORCECA Final Four: Miglior libero
- 2023 - Liga de Voleibol Superior Masculino: All-Star Team